# Симада, Содзи
Содзи Симада (яп. 島田 荘司 Shimada Sōji, род. 12 октября 1948) — японский писатель остросюжетного жанра.

## Биография
Окончил общеобразовательную школу Сейсикан в Фукуяме и Университет искусств Мусасино в Кодайре по специальности рекламный дизайн.
Сменил ряд профессий, в том числе работал водителем самосвала и музыкантом. Со школьных лет невероятно увлекся написанием остросюжетных произведений, подражая Эдогаве Рампо, который считается основателем японской детективной беллетристики, включая такую её разновидность, как хонкаку (яп. 本格 honkaku: «подлинный, традиционный, ортодоксальный»). В работе над собственным оригинальным стилем Симада сосредоточился именно на хонкаку. Ориентируясь на Эдогаву и классиков западного детектива, повлиявших на этого мастера (Эдгар Аллан По, Артур Конан Дойль и др.), а также на Саки (его стилистическое влияние отмечается особо), Симада создавал свою эстетику в полемике с жанром социальной остросюжетной литературы сякаи ха (яп. 社会派 shakai ha: «социальная школа»), разработанным Сэйтё Мацумото и его последователями. Установка Симады такова: общественно-политическое и психологическое содержание не должно доминировать над детективной интригой; главное в детективе — преступление-головоломка и ход его раскрытия, интеллектуальная игра с читателем.
В 1981 году опубликовал дебютный роман «Токийский Зодиак», попавший в шорт-лист премии Эдогавы Рампо. В этой книге автор создал уникальный сплав «дедуктивной логики» и западного и восточного мистицизма. Значительную роль здесь играет алхимическая символика, а расследующий преступления герой, гениальный сыщик Киёси Митараи (в дальнейшем — постоянный и самый известный персонаж писателя), является астрологом, предсказателем судьбы. Рядом с ним действует его собственный «доктор Ватсон», иллюстратор Кадзуми Исиока. В построении интриги задействован классический прием убийства в закрытой комнате. Одной из особенностей романа является то, что автор приглашает читателя раскрыть загадку самому, соревнуясь с Митараи, который обладает в точности той же информацией.
«Токийский Зодиак» оказал огромное влияние на остросюжетную литературу Японии, заложив основы для обновления хонкаку и создания его современной версии, син-хонкаку (яп. 新本格 shin honkaku: «новый хонкаку»). Заслуга Симады не только в том, что он инициировал и развивал новый жанр своим творчеством. Он с самого начала находился в постоянном поиске новых талантливых писателей-детективщиков. Благодаря ему в японскую литературу вошли Юкито Аяцудзи — с чьего романа «Убийства в десятиугольном доме» (1987), согласно Японскому клубу авторов хонкаку, начался бум син-хонкаку, — Ринтаро Норидзуки, нынешний (с 2013 г.) президент клуба, и многие другие. Писатель курирует две премии, присуждающиеся лучшим любительским работам в детективном жанре: «Город роз. Детективная премия Фукуямы» и тайваньскую «Детективную премию Содзи Симады».
В Японии известен как «(крестный) отец син-хонкаку» и «бог загадки». В 2009 году автор более сотни романов за свой вклад в жанр удостоился главной остросюжетной литературной премии своей страны, «Японская детективная литература». В честь мэтра и его героя Аяцудзи назвал своего серийного персонажа Киёси Симадой. Симада живёт в США, поскольку, по собственным словам, на родине популярность его настолько велика, что это лишает писателя необходимого для творчества покоя.

## Романы, переведенные на русский язык
Токийский Зодиак М.: Эксмо, 2019 г. — 352 с. [пер. с яп. С. И. Логачева]
Дом кривых стен М.:Эксмо, 2019 г. — 320 с. [пер. с яп. С. И. Логачева]
Двойник с лунной дамбы М.:Эксмо, 2021 г. — 352 с. [пер. с яп. С. И. Логачева]
Дерево-людоед с тёмного холма М.:Эксмо, 2022 г.
Хрустальная пирамида М.:Эксмо, 2023 г. 
Токийская головоломка М.:Эксмо, 2024 г. [пер. с яп. Н.В. Сумской] — 480 с. 